# C (langage)
Pour les articles homonymes, voir C.
C est un langage de programmation impératif, généraliste et de bas niveau. Inventé au début des années 1970 pour réécrire Unix, le langage C est encore largement utilisé. De nombreux langages plus modernes comme C++, C#, Java et PHP ou JavaScript ont repris une syntaxe similaire au C et reprennent en partie sa logique. C offre au développeur une marge de contrôle importante sur la machine (notamment sur la gestion de la mémoire) et est de ce fait utilisé pour réaliser les « fondations » (compilateurs, interpréteurs, …) de ces langages plus modernes.

## Histoire

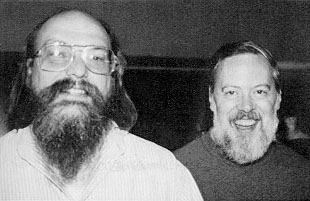
Ken Thompson (à gauche) et Dennis Ritchie (à droite).

Le langage C a été inventé au cours de l'année 1972 dans les Laboratoires Bell. Il était développé en même temps qu'Unix par Dennis Ritchie et Ken Thompson. Kenneth Thompson avait développé le prédécesseur direct de C, le langage B, qui est lui-même largement inspiré de BCPL. Dennis Ritchie a fait évoluer le langage B dans une nouvelle version suffisamment différente, en ajoutant notamment les types, pour qu'elle soit appelée C.
Bien que C soit directement dérivé de B, Ritchie relève aussi des influences de PL/I, FORTRAN et ALGOL 68. En outre, Ritchie signale que l'équipe était convaincue du bien-fondé de l'idée d'écrire un système d'exploitation dans un langage de plus haut niveau que l'assembleur, un aspect pionnier de Multics, écrit en PL/I.
Par la suite, Brian Kernighan aida à populariser le langage C. Il procéda aussi à quelques modifications de dernière minute. En 1978, Kernighan fut le principal auteur du livre The C Programming Language décrivant le langage enfin stabilisé ; Ritchie s'était occupé des appendices et des exemples avec Unix. On appelle aussi ce livre « le K&R », et l'on parle de C traditionnel ou de C K&R lorsqu'on se réfère au langage tel qu'il existait à cette époque.

### Normalisation
En 1983, l'Institut national américain de normalisation (ANSI) a formé un comité de normalisation (X3J11) du langage qui a abouti en 1989 à la norme dite ANSI C ou C89 (formellement ANSI X3.159-1989). En 1990, cette norme a également été adoptée par l'Organisation internationale de normalisation (C90, C ISO, formellement ISO/CEI 9899:1990). ANSI C est une évolution du C K&R qui reste extrêmement compatible. Elle reprend quelques idées de C++, notamment la notion de prototype et les qualificateurs de type.
Entre 1994 et 1996, le groupe de travail de l'ISO (ISO/CEI JTC1/SC22/WG14) a publié deux correctifs et un amendement à C90 : ISO/CEI 9899/COR1:1994 Technical Corrigendum 1, ISO/CEI 9899/AMD1:1995 Intégrité de C et ISO/CEI 9899/COR1:1996 Technical Corrigendum 2. Ces changements assez modestes sont parfois appelés C89 avec amendement 1, ou C94 / C95,. Trois fichiers d'entêtes ont été ajoutés, dont deux concernant les caractères larges et un autre définissant un certain nombre de macros en rapport avec la norme de caractères ISO 646.
En 1999, une nouvelle évolution du langage est normalisée par l'ISO : C99 (formellement ISO/CEI 9899:1999). Les nouveautés portent notamment sur les tableaux de taille variable, les pointeurs restreints, les nombres complexes, les littéraux composés, les déclarations mélangées avec les instructions, les fonctions inline, le support avancé des nombres flottants, et la syntaxe de commentaire de C++. La bibliothèque standard du C a été enrichie de six fichiers d'en-tête depuis la précédente norme.
En 2011, l'ISO ratifie une nouvelle version du standard : C11, formellement ISO/CEI 9899:2011. Cette évolution introduit notamment le support de la programmation multi-thread, les expressions à type générique, et un meilleur support d'Unicode.
En 2018, l'ISO ratifie une nouvelle version : formellement ISO/CEI 9899:2018, connue aussi comme C18 ou C17. Cette évolution s'attache à préciser et corriger les points litigieux, et n'introduit aucune nouveauté fonctionnelle.
En octobre 2024, l'ISO a publié une nouvelle norme ISO/CEI 9899:2024 ou plus simplement C23. 

## Caractéristiques générales
Le C est un langage de programmation procédural et généraliste. Il est qualifié de langage de bas niveau dans le sens où chaque instruction du langage est conçue pour être compilée en un nombre d'instructions machine assez prévisible en termes d'occupation mémoire et de charge de calcul. En outre, il propose un éventail de types entiers et flottants conçus pour pouvoir correspondre directement aux types de donnée utilisés par le processeur. Enfin, il fait un usage intensif des calculs d'adresse mémoire avec la notion de pointeur.
Hormis les types de base, C supporte les types énumérés, composés, et opaques. Il ne propose en revanche aucune opération qui traite directement des objets de plus haut niveau (fichier informatique, chaîne de caractères, liste, table de hachage…). Ces types plus évolués doivent être traités en manipulant des pointeurs et des types composés. De même, le langage ne propose pas en standard la gestion de la programmation orientée objet, ni de système de gestion d'exceptions. Il existe des fonctions standards pour gérer les entrées-sorties et les chaînes de caractères, mais contrairement à d'autres langages, aucun opérateur spécifique pour améliorer l'ergonomie. Ceci rend aisé le remplacement des fonctions standards par des fonctions spécifiquement conçues pour un programme donné.
Ces caractéristiques en font un langage privilégié quand on cherche à maîtriser les ressources matérielles utilisées, le langage machine et les données binaires générées par les compilateurs étant relativement prévisibles. Ce langage est donc extrêmement utilisé dans des domaines comme la programmation embarquée sur microcontrôleurs, les calculs intensifs, l'écriture de systèmes d'exploitation et les modules où la rapidité de traitement est importante. Il constitue une bonne alternative au langage d'assemblage dans ces domaines, avec les avantages d'une syntaxe plus expressive et de la portabilité du code source. Le langage C a été inventé pour écrire le système d'exploitation Unix, et reste utilisé pour la programmation système. Ainsi le noyau de grands systèmes d'exploitation comme Windows et Linux sont développés en grande partie en C.
En contrepartie, la mise au point de programmes en C, surtout s'ils utilisent des structures de données complexes, est plus difficile qu'avec des langages de plus haut niveau. En effet, dans un souci de performance, le langage C impose à l'utilisateur de programmer certains traitements (libération de la mémoire, vérification de la validité des indices sur les tableaux…) qui sont pris en charge automatiquement dans les langages de haut niveau.
Dépouillé des commodités apportées par sa bibliothèque standard, C est un langage simple, et son compilateur l'est également. Cela se ressent au niveau du temps de développement d'un compilateur C pour une nouvelle architecture de processeur : Kernighan et Ritchie estimaient qu'il pouvait être développé en deux mois car « on s'apercevra que les 80 % du code d'un nouveau compilateur sont identiques à ceux des codes des autres compilateurs existant déjà. »

### Qualités et défauts
C'est un des langages les plus utilisés car :
- il existe depuis longtemps, le début des années 1970 ;
- il est fondé sur un standard ouvert ;
- de nombreux informaticiens le connaissent ;
- il permet la minimisation de l'allocation mémoire nécessaire, son contrôle complet et la maximisation de la performance, notamment par l'utilisation de pointeurs ;
- il permet la construction de structures de données complexes et ad-hoc, au plus près des besoins ;
- des compilateurs et bibliothèques logicielles existent sur la plupart des architectures ;
- il a influencé de nombreux langages plus récents dont C++, Java, C# et PHP ; sa syntaxe en particulier est largement reprise ;
- il met en œuvre un nombre restreint de concepts, ce qui facilite sa maîtrise et l'écriture de compilateurs simples et rapides ;
- il ne spécifie pas rigidement le comportement du fichier exécutable produit, ce qui aide à tirer parti des capacités propres à chaque ordinateur ;
- il permet, par la compilation directe vers le langage machine (via l'assembleur), l'écriture de logiciels qui n'ont besoin d'aucun support à l'exécution (ni bibliothèque logicielle ni machine virtuelle), au comportement prévisible en temps d'exécution comme en consommation de mémoire vive, comme des noyaux de système d'exploitation et des logiciels embarqués.

Ses principaux inconvénients sont :
- le peu de vérifications offertes par les compilateurs d'origine (K&R C), et l'absence de vérifications à l'exécution, ce qui fait que des erreurs qui auraient pu être automatiquement détectées lors du développement ne l’étaient qu’à l'exécution, donc au prix d’un plantage du logiciel ;
  - sous UNIX, on pouvait utiliser les utilitaires lint et cflow pour éviter de tels mécomptes,
  - des vérifications sont ajoutées avec le temps, mais elles restent partielles,
- son approche de la modularité restée au niveau de ce qui se faisait au début des années 1970, et largement dépassée depuis par d'autres langages :
  - il ne facilite pas la programmation orientée objet,
  - il ne permet pas de créer des espaces de noms,
- la gestion d'exceptions très sommaire ;
- le support très limité de la généricité, malgré l’introduction des expressions à type générique en C11 ;
- les subtilités de l'écriture de programmes portables, car le comportement exact des exécutables dépend de l'ordinateur cible ;
- le support minimaliste de l'allocation de mémoire et des chaînes de caractères, ce qui oblige les programmeurs à s'occuper de détails fastidieux et sources de bugs ; il n'y a notamment pas de ramasse-miettes standard ;
- les bugs graves qui peuvent être causés par un simple manque d'attention du développeur ; tel le dépassement de tampon qui constitue une faille de sécurité informatique exploitable par les logiciels malveillants ;
- certaines erreurs ne peuvent être détectées automatiquement qu'à l'aide d'outils supplémentaires et non standardisés, comme lint et Valgrind ;
- la faible productivité du langage par rapport aux langages plus récents[réf. souhaitée].

### Aperçu de la syntaxe

#### Hello world
Le programme Hello world est proposé en exemple en 1978 dans The C Programming Language de Brian Kernighan et Dennis Ritchie. Créer un programme affichant « hello world » est depuis devenu l'exemple de référence pour présenter les bases d'un nouveau langage. Voici l'exemple original de la 1re édition de 1978 :
```
main
()

{

    
printf
(
"hello, world
\n
"
);

}

```

- main est le nom de la fonction principale, aussi appelée point d'entrée du programme.
- Les parenthèses () après main indiquent qu'il s'agit d'une fonction.
- Les accolades { et } entourent les instructions constituant le corps de la fonction.
- printf est une fonction d'écriture dans la sortie standard, qui produit l'affichage dans la console par défaut.
- Les caractères " délimitent une chaîne de caractères ; hello, world\n dans ce cas.
- Les caractères \n sont une séquence d'échappement représentant le saut de ligne.
- Un point-virgule ; termine l'instruction expression.

#### Évolution des pratiques
Le même programme, conforme à la norme ISO et suivant les bonnes pratiques contemporaines :
```
#include
 
<stdio.h>

int
 
main
(
void
)

{

    
printf
(
"hello, world
\n
"
);

    
return
 
0
;

}

```

- #include <stdio.h> inclut l'en-tête standard <stdio.h> contenant les déclarations des fonctions d'entrées-sorties de la bibliothèque standard du C, dont la fonction printf utilisée ici.
- int est le type renvoyé par la fonction main. Le type int est le type implicite en K&R C et en C89, et il était couramment omis du temps où l'exemple de Kernighan et Ritchie a été écrit. Il est obligatoire en C99.
- Le mot-clé void entre parenthèses signifie que la fonction n'a aucun paramètre. Il peut être omis sans ambiguïté lors de la définition d'une fonction. En revanche, s'il est omis lors de la déclaration de la fonction, cela signifie que la fonction peut recevoir n'importe quels paramètres[10]. Cette particularité de la déclaration est considérée comme obsolète dans le standard en C 2011[11]. On peut noter que dans le standard MISRA C 2004, qui impose des restrictions au C89 pour des usages nécessitant une plus grande sûreté, le mot-clé void est obligatoire à la déclaration comme à la définition d'une fonction sans arguments[12].
- L'instruction return 0; indique que la fonction main retourne la valeur 0. Cette valeur est de type int, et correspond au int devant le main.

#### Brièveté de la syntaxe
La syntaxe de C a été conçue pour être brève. Historiquement, elle a souvent été opposée à celle de Pascal, langage impératif également créé dans les années 1970. Voici un exemple avec une fonction factorielle :
```
/* En C (norme ISO) */

int
 
factorielle
(
int
 
n
)

{

	
if
 
(
n
 
>
 
0
)
 
return
 
n
 
*
 
factorielle
(
n
 
-
 
1
);

	
else
 
return
 
1
;

}

```

```
{ En Pascal }

function
 
factorielle
(
n
:
 
integer
)
 
:
 
integer

begin

	
if
 
n
 
>
 
0
 
then
 
factorielle
 
:=
 
n
 
*
 
factorielle
(
n
 
-
 
1
)

	
else
 
factorielle
 
:=
 
1

end
.

```

Là où Pascal utilise des mots-clés function, integer, begin, if, then, else et end, C n'utilise que int, if, else et return, les autres mots-clés étant remplacés par  des parenthèses et accolades.

#### Langage d'expressions
La brièveté de C ne repose pas que sur la syntaxe. Le grand nombre d'opérateurs disponibles, le fait que la plupart des instructions contiennent une expression, que les expressions produisent presque toujours une valeur, et que les instructions de test se contentent de comparer la valeur de l'expression testée avec zéro, concourent à la brièveté du code source.
Voici l'exemple de fonction de copie de chaîne de caractères — dont le principe est de copier les caractères jusqu'à avoir copié le caractère nul, qui marque par convention la fin d'une chaîne en C — donné dans The C Programming Language, 2nd edition, p. 106 :
```
void
 
strcpy
(
char
 
*
s
,
 
char
 
*
t
)

{

    
while
 
(
*
s
++
 
=
 
*
t
++
)

        
;

}

```

La boucle while utilise un style d'écriture classique en C, qui a contribué à lui donner une réputation de langage peu lisible. L'expression *s++ = *t++ contient : deux déréférencements de pointeur ; deux incrémentations de pointeur ; une affectation ; et la valeur affectée est comparée avec zéro par le while. Cette boucle n'a pas de corps, car toutes les opérations sont effectuées dans l'expression de test du while. On considère qu'il faut maîtriser ce genre de notation pour maîtriser le C.
Pour comparaison, une version n'utilisant pas les opérateurs raccourcis ni la comparaison implicite à zéro donnerait :
```
void
 
strcpy
(
char
 
*
s
,
 
char
 
*
t
)

{

    
while
 
(
*
t
 
!=
 
'\0'
)
 
{

        
*
s
 
=
 
*
t
;

        
s
 
=
 
s
 
+
 
1
;

        
t
 
=
 
t
 
+
 
1
;

    
}

    
*
s
 
=
 
*
t
;

}

```

## Des sources à l'exécutable

### Sources

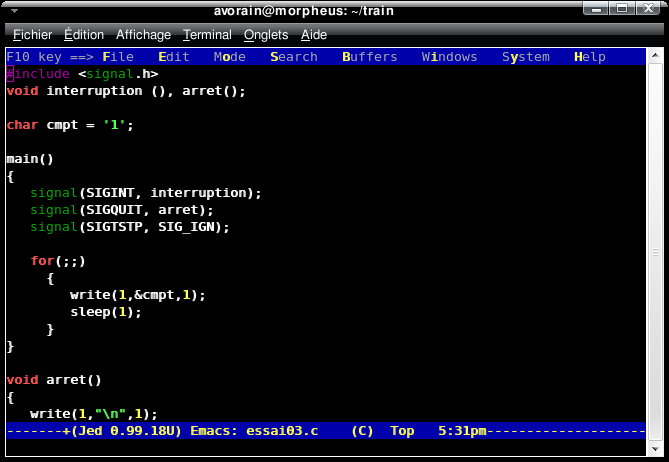
Édition d'un fichier source C avec l'éditeur de texte Jed.

Un programme écrit en C est généralement réparti en plusieurs fichiers sources compilés séparément.
Les fichiers sources C sont des fichiers texte, généralement dans le codage des caractères du système hôte. Ils peuvent être écrits avec un simple éditeur de texte. Il existe de nombreux éditeurs, voire des environnements de développement intégrés (IDE), qui ont des fonctions spécifiques pour supporter l'écriture de sources en C.
L'usage est de donner les extensions de nom de fichier .c et .h aux fichiers source C. Les fichiers .h sont appelés fichiers d'en-tête, de l'anglais header. Ils sont conçus pour être inclus au début des fichiers source, et contiennent uniquement des déclarations.
Lorsqu'un fichier .c ou .h utilise un identificateur déclaré dans un autre fichier .h, alors il inclut ce dernier. Le principe généralement appliqué consiste à écrire un fichier .h pour chaque fichier .c, et à déclarer dans le fichier .h tout ce qui est exporté par le fichier .c.
La génération d'un exécutable à partir des fichiers sources se fait en plusieurs étapes, qui sont souvent automatisées à l'aide d'outils comme make, SCons, ou bien des outils spécifiques à un environnement de développement intégré. Les étapes menant des sources au fichier exécutable sont au nombre de quatre : précompilation, compilation, assemblage, édition de liens. Lorsqu'un projet est compilé, seuls les fichiers .c font partie de la liste des fichiers à compiler ; les fichiers .h sont inclus par les directives du préprocesseur contenues dans les fichiers source.

### Précompilation
Le préprocesseur C exécute des directives contenues dans les fichiers sources. Il les reconnaît au fait qu'elles sont en début de ligne, et commencent toutes avec le caractère croisillon #. Parmi les directives les plus courantes, il y a :
- #include pour l'inclusion ;
- #define pour la définition de macro ;
- #if pour commencer la compilation conditionnelle ;
- #ifdef et #ifndef, équivalents à #if defined et #if ! defined;
- #endif pour clore la compilation conditionnelle.

Outre l'exécution des directives, le préprocesseur remplace les commentaires par un espace blanc, et procède au remplacement des macros.
Pour le reste, le code source est transmis tel quel au compilateur pour la phase suivante. Il faut toutefois que chaque #include dans le code source soit récursivement remplacé par le code source inclus. Ainsi, le compilateur reçoit un seul source du préprocesseur, qui constitue l'unité de compilation.
Voici un exemple de fichier source copyarray.h faisant un usage classique des directives du préprocesseur :
```
#ifndef COPYARRAY_H

#define COPYARRAY_H

#include
 
<stddef.h>

void
 
copyArray
(
int
*
 
,
 
int
*
 
,
 
size_t
);

#endif

```

Les directives #ifndef, #define et #endif garantissent que le code à l'intérieur n'est compilé qu'une seule fois même s'il est inclus plusieurs fois. La directive #include <stddef.h> inclut l'en-tête qui déclare le type size_t utilisé plus bas.

### Compilation
La phase de compilation consiste généralement en la génération du code assembleur. C'est la phase la plus intensive en traitements. Elle est accomplie par le compilateur proprement dit. Pour chaque unité de compilation, on obtient un fichier en langage d'assemblage.
Cette étape peut être divisée en sous-étapes :
- l'analyse lexicale, qui est la reconnaissance des mots-clés du langage ;
- l'analyse syntaxique, qui analyse la structure du programme et sa conformité avec la norme ;
- l'optimisation de code ;
- l'écriture d'un code isomorphe à celui de l'assembleur (et parfois du code assembleur lui-même quand cela est demandé en option du compilateur).

Par abus de langage, on appelle compilation toute la phase de génération d'un fichier exécutable à partir des fichiers sources. Mais c'est seulement une des étapes menant à la création d'un exécutable.
Certains compilateurs C fonctionnent à ce niveau en deux phases, la première générant un fichier compilé dans un langage intermédiaire destiné à une machine virtuelle idéale (voir Bytecode ou P-Code) portable d'une plate-forme à l'autre, la seconde convertissant le langage intermédiaire en langage d'assemblage dépendant de la plate-forme cible. D'autres compilateurs C permettent de ne pas générer de langage d'assemblage, mais seulement le fichier compilé en langage intermédiaire, qui sera interprété ou compilé automatiquement en code natif à l'exécution sur la machine cible (par une machine virtuelle qui sera liée au programme final).

### Assemblage
Cette étape consiste en la génération d'un fichier objet en langage machine pour chaque fichier de code assembleur. Les fichiers objet sont généralement d’extension .o sur Unix, et .obj avec les outils de développement pour MS-DOS, Microsoft Windows, VMS, CP/M… Cette phase est parfois regroupée avec la précédente par établissement d'un flux de données interne sans passer par des fichiers en langage intermédiaire ou langage d'assemblage. Dans ce cas, le compilateur génère directement un fichier objet.
Pour les compilateurs qui génèrent du code intermédiaire, cette phase d'assemblage peut aussi être totalement supprimée : c'est une machine virtuelle qui interprétera ou compilera ce langage en code machine natif. La machine virtuelle peut être un composant du système d'exploitation ou une bibliothèque partagée.

### Édition des liens
L'édition des liens est la dernière étape, et a pour but de réunir tous les éléments d'un programme. Les différents fichiers objet sont alors réunis, ainsi que les bibliothèques statiques, pour ne produire qu'un fichier exécutable.
Le but de l'édition de liens est de sélectionner les éléments de code utiles présents dans un ensemble de codes compilés et de bibliothèques, et de résoudre les références mutuelles entre ces différents éléments afin de permettre à ceux-ci de se référencer directement à l'exécution du programme. L'édition des liens échoue si des éléments de code référencés manquent.

## Éléments du langage

### Éléments lexicaux
Le jeu de caractères ASCII suffit pour écrire en C. Il est même possible, mais inusité, de se restreindre au jeu de caractères invariants de la norme ISO 646, en utilisant des séquences d'échappement appelées trigrammes. En général, les sources C sont écrits avec le jeu de caractères du système hôte. Il est toutefois possible que le jeu de caractères d'exécution ne soit pas celui du source.
Le C est sensible à la casse. Les caractères blancs (espace, tabulation, fin de ligne) peuvent être librement utilisés pour la mise en page, car ils sont équivalents à un seul espace dans la plupart des cas.

### Mots clés
Le C89 compte 32 mots-clés, dont cinq qui n'existaient pas en K&R C, et qui sont par ordre alphabétique :
auto, break, case, char, const (C89), continue, default, do, double, else, enum (C89), extern, float, for, goto, if, int, long, register, return, short, signed (C89), sizeof, static, struct, switch, typedef, union, unsigned, void (C89), volatile (C89), while.
Ce sont des termes réservés qui ne doivent pas être utilisés autrement.
La révision C99 en ajoute cinq :
_Bool, _Complex, _Imaginary, inline, restrict.
Ces nouveaux mots-clés commencent par une majuscule préfixée d’un underscore afin de maximiser la compatibilité avec les codes existants. Des en-têtes de la bibliothèque standard fournissent les alias bool (<stdbool.h>), complex et imaginary (<complex.h>).
La dernière révision, C11, introduit encore sept nouveaux mots-clés avec les mêmes conventions :
_Alignas, _Alignof, _Atomic, _Generic, _Noreturn, _Static_assert, _Thread_local.
Les en-têtes standards <stdalign.h>, <stdnoreturn.h>, <assert.h> et <threads.h> fournissent respectivement les alias alignas et alignof, noreturn, static_assert, et thread_local.

### Instructions du préprocesseur
Le préprocesseur du langage C offre les directives suivantes :
#include, #define, #pragma (C89), #if, #ifdef, #ifndef, #elif (C89), #else, #endif, #undef, #line, #error.

### Types
Le langage C comprend de nombreux types de nombres entiers, occupant plus ou moins de bits. La taille des types n'est que partiellement standardisée : le standard fixe uniquement une taille minimale et une magnitude minimale. Les magnitudes minimales sont compatibles avec d'autres représentations binaires que le complément à deux, bien que cette représentation soit presque toujours utilisée en pratique. Cette souplesse permet au langage d'être efficacement adapté à des processeurs très variés, mais elle complique la portabilité des programmes écrits en C.
Chaque type entier a une forme « signée » pouvant représenter des nombres négatifs et positifs, et une forme « non signée » ne pouvant représenter que des nombres naturels. Les formes signées et non signées doivent avoir la même taille.
Le type le plus commun est int, il représente le mot machine.
Contrairement à de nombreux autres langages, le type char est un type entier comme un autre, bien qu'il soit généralement utilisé pour représenter les caractères. Sa taille est par définition d'un byte.
| Type                                   | Capacité minimale de représentation                        | Magnitude minimale exigée par le standard |
| -------------------------------------- | ---------------------------------------------------------- | ----------------------------------------- |
| char                                   | comme signed char ou unsigned char, selon l'implémentation | 8 bits                                    |
| signed char                            | -127 à 127                                                 | 8 bits                                    |
| unsigned char (C89)                    | 0 à 255                                                    | 8 bits                                    |
| short signed short                     | −32 767 à 32 767                                           | 16 bits                                   |
| unsigned short                         | 0 à 65 535                                                 | 16 bits                                   |
| int signed int                         | −32 767 à 32 767                                           | 16 bits                                   |
| unsigned int                           | 0 à 65 535                                                 | 16 bits                                   |
| long signed long                       | −2 147 483 647 à 2 147 483 647                             | 32 bits                                   |
| unsigned long                          | 0 à 4 294 967 295                                          | 32 bits                                   |
| long long (C99) signed long long (C99) | −9 223 372 036 854 775 807 à 9 223 372 036 854 776 000     | 64 bits                                   |
| unsigned long long (C99)               | 0 à 18 446 744 073 709 551 615                             | 64 bits                                   |

Les types énumérés se définissent avec le mot clé enum.
Il existe des types de nombre à virgule flottante, de précision, donc de longueur en bits, variable ; en ordre croissant :
| Type              | Précision              | Magnitude             |
| ----------------- | ---------------------- | --------------------- |
| float             | ≥ 6 chiffres décimaux  | environ 10-37 à 10+37 |
| double            | ≥ 10 chiffres décimaux | environ 10-37 à 10+37 |
| long double       | ≥ 10 chiffres décimaux | environ 10-37 à 10+37 |
| long double (C89) | ≥ 10 chiffres décimaux |                       |

C99 a ajouté float complex, double complex et long double complex, représentant les nombres complexes associés.
Types élaborés :
- struct, union, * pour les pointeurs ;
- [… ] pour les tableaux ;
- (… ) pour les fonctions.

Le type _Bool est standardisé par C99. Dans les versions antérieures du langage, il était courant de définir un synonyme :
```
typedef
 
enum
 
boolean
 
{
false
,
 
true
}
 
bool
;

```

Le type void représente le vide, comme une liste de paramètres de fonction vide, ou une fonction ne retournant rien.
Le type void* est le pointeur générique : tout pointeur de donnée peut être implicitement converti de et vers void*. C'est par exemple le type retourné par la fonction standard malloc, qui alloue de la mémoire. Ce type ne se prête pas aux opérations nécessitant de connaître la taille du type pointé (arithmétique de pointeurs, déréférencement).

### Structures
C supporte les types composés avec la notion de structure. Pour définir une structure, il faut utiliser le mot-clé struct suivi du nom de la structure. Les membres doivent ensuite être déclarés entre accolades. Comme toute déclaration, un point-virgule termine le tout.
```
/* Déclaration de la structure personne */

struct
 
Personne

{

    
int
 
age
;

    
char
 
*
nom
;

};

```

Pour accéder aux membres d'une structure, il faut utiliser l'opérateur ..
```
int
 
main
()

{

    
struct
 
Personne
 
p
;

    
p
.
nom
 
=
 
"Albert"
;

    
p
.
age
 
=
 
46
;

}

```

Les fonctions peuvent recevoir des pointeurs vers des structures. Ils fonctionnent avec la même syntaxe que les pointeurs classiques. Néanmoins, l'opérateur -> doit être utilisé sur le pointeur pour accéder aux champs de la structure. Il est également possible de déréférencer le pointeur pour ne pas utiliser cet opérateur, et toujours utiliser l'opérateur ..
```
void
 
anniversaire
(
struct
 
Personne
 
*
 
p
)

{

    
p
->
age
++
;

    
printf
(
"Joyeux anniversaire %s !"
,
 
(
*
p
).
nom
);

}

int
 
main
()

{

    
struct
 
Personne
 
p
;

    
p
.
nom
 
=
 
"Albert"
;

    
p
.
age
 
=
 
46
;

    
anniversaire
(
&
p
);

}

```

### Commentaire
Dans les versions de C antérieures à C99, les commentaires devaient commencer par une barre oblique et un astérisque (« /* ») et se terminer par un astérisque et une barre oblique. Presque tous les langages modernes ont repris cette syntaxe pour écrire des commentaires dans le code. Tout ce qui est compris entre ces symboles est du commentaire, saut de ligne compris :
```
/* Ceci est un commentaire

   sur deux lignes 

   ou plus */

```

La norme C99 a repris de C++ les commentaires de fin de ligne, introduits par deux barres obliques et se terminant avec la ligne :
```
// Commentaire jusqu'à la fin de la ligne

```

### Structures de contrôle
La syntaxe des différentes structures de contrôle existantes en C est largement reprise dans plusieurs autres langages, comme le C++ bien sûr, mais également Java, C#, PHP ou encore JavaScript.
Les trois grands types de structures sont présents :
- les tests (également appelés branchements conditionnels) avec :
  - if (expression) instruction
  - if (expression) instruction else instruction
  - switch (expression) instruction, avec case et default dans l'instruction
- les boucles avec :
  - while (expression) instruction
  - for (expression_optionnelle ; expression_optionnelle ; expression_optionnelle) instruction
  - do instruction while (expression)
- les sauts (branchements inconditionnels) :
  - break
  - continue
  - return expression_optionnelle
  - goto étiquette

### Fonctions
Les fonctions en C sont des blocs d'instructions, recevant un ou plusieurs arguments et pouvant retourner une valeur. Si une fonction ne retourne aucune valeur, le mot-clé void est utilisé. Une fonction peut également ne recevoir aucun argument. Le mot-clé void est conseillé dans ce cas.
```
// Fonction ne retournant aucune valeur (appelée procédure)

void
 
afficher
(
int
 
a
)

{

    
printf
(
"%d"
,
 
a
);

}

// Fonction retournant un entier

int
 
somme
(
int
 
a
,
 
int
 
b
)

{

    
return
 
a
 
+
 
b
;

}

// Fonction sans aucun argument

int
 
saisir
(
void
)

{

    
int
 
a
;

    
scanf
(
"%d"
,
 
&
a
);

    
return
 
a
;

}

```

#### Prototype
Un prototype consiste à déclarer une fonction et ses paramètres sans les instructions qui la composent. Un prototype se termine par un point-virgule.
```
// Prototype de saisir

int
 
saisir
(
void
);

// Fonction utilisant saisir

int
 
somme
(
void
)

{

    
int
 
a
 
=
 
saisir
(),
 
b
 
=
 
saisir
();

    
return
 
a
 
+
 
b
;

}

// Définition de saisir

int
 
saisir
(
void
)

{

    
int
 
a
;

    
scanf
(
"%d"
,
 
&
a
);

    
return
 
a
;

}

```

Généralement, tous les prototypes sont écrits dans des fichiers .h, et les fonctions sont définies dans un fichier .c.

### Comportements ambigus
La norme du langage C laisse, délibérément, certaines opérations sans spécification précise. Cette propriété du C permet aux compilateurs d'utiliser directement des instructions spécifiques au processeur, d'effectuer des optimisations ou d'ignorer certaines opérations, pour compiler des programmes exécutables courts et efficaces. En contrepartie, c'est parfois la cause de bugs de portabilité des codes source écrits en C.
Il existe trois catégories de tels comportements :
- défini par l'implémentation : Le comportement n'est pas spécifié dans la norme mais dépend de l'implémentation. Le choix effectué dans une implémentation doit être documenté dans celle-ci. Un programme utilisant ce type de comportement est correct, à défaut d'être garanti portable.
- non spécifié : Le choix n'est pas spécifié dans la norme, mais n'a cette fois pas à être documenté. Il n'a en particulier pas à être identique à chaque fois pour une même implémentation. Un programme utilisant ce type de comportement est correct également.
- non défini : Comme le nom l'indique, l'opération n'est pas définie. La norme n'impose aucune limitation à ce que le compilateur peut faire dans ce cas. Tout peut arriver. Le programme est incorrect.

#### Comportements définis par l'implémentation
En C, les comportements définis par l'implémentation sont ceux où l'implémentation doit choisir un comportement et s'y tenir. Ce choix peut être libre ou parmi une liste de possibilités données par la norme. Le choix doit être documenté par l'implémentation, afin que le programmeur puisse le connaître et l'utiliser.
Un des exemples les plus importants de tel comportement est la taille des types de donnée entiers. La norme C spécifie la taille minimale des types de base, mais pas leur taille exacte. Ainsi, le type int par exemple, correspondant au mot machine, doit avoir une taille minimale de 16 bits. Il peut avoir une taille de 16 bits sur un processeur 16 bits et une taille de 64 bits sur un processeur 64 bits.
Un autre exemple est la représentation des entiers signés. Il peut s'agir du complément à deux, du complément à un ou d'un système avec un bit de signe et des bits de valeur (en). La vaste majorité des systèmes modernes utilise le complément à deux, qui est par exemple le seul encore supporté par GCC. De vieux systèmes utilisent les autres formats, comme l'IBM 7090 qui utilise le format signe/valeur, le PDP-1 ou l'UNIVAC et ses descendants, dont certains encore utilisés actuellement tels le UNIVAC 1100/2200 series#UNISYS 2200 series (en), qui utilisent le complément à un.
Un autre exemple est le décalage à droite d'un entier signé négatif. Typiquement, l'implémentation peut choisir de décaler comme pour un entier non signé ou de propager le bit de poids fort représentant le signe.

#### Comportements non spécifiés
Les comportements non spécifiés sont similaires aux comportements définis par l'implémentation, mais le comportement adopté par l'implémentation n'a pas à être documenté. Il n'a même pas à être le même en toutes circonstances. Néanmoins, le programme reste correct, le programmeur ne peut juste pas compter sur une règle particulière.
Par exemple, l'ordre d'évaluation des paramètres lors d'un appel de fonction n'est pas spécifié. Le compilateur peut même choisir d'évaluer dans un ordre différent les paramètres de deux appels à la même fonction, si ça peut aider son optimisation.

#### Comportements indéfinis
La norme C définit certains cas où des constructions syntaxiquement valides ont un comportement indéfini. Selon la norme, tout peut alors arriver : la compilation peut échouer, ou produire un exécutable dont l'exécution sera interrompue, ou qui produira des résultats faux, ou même qui donnera l'apparence de fonctionner sans erreur. Lorsqu'un programme contient un comportement indéfini, c'est le comportement de l'ensemble du programme qui devient indéfini, pas seulement le comportement de l'instruction contenant l'erreur. Ainsi, une instruction erronée peut corrompre des données qui seront traitées bien plus tard, reportant d'autant la manifestation de l'erreur. Et même sans être exécutée, une instruction erronée peut amener le compilateur à réaliser des optimisations sur la base d'hypothèses fausses, produisant un exécutable qui ne fait pas du tout ce qui est prévu.

##### Exemples
On peut signaler la classique division par zéro, ou l'affectation multiple d'une variable dans la même expression avec l'exemple :
```
 
int
 
i
 
=
 
4
;

 
i
 
=
 
i
++
;
 
/* Comportement indéfini. */

```

On pourrait ainsi penser que dans cet exemple i pourrait valoir 4 ou 5 suivant le choix du compilateur, mais il pourrait tout aussi bien valoir 42 ou l'affectation pourrait arrêter l'exécution, ou le compilateur peut refuser la compilation. Aucune garantie n'existe dès qu'un comportement indéfini existe.
Pour ne citer que quelques exemples, le déréférencement d'un pointeur nul, tout accès à un tableau hors de ses limites, l'utilisation d'une variable non initialisée ou encore le débordement d'entiers signés ont tous des comportements indéfinis. Le compilateur peut utiliser le fait qu'une construction est indéfinie dans certains cas pour supposer que ce cas ne se produit jamais et optimiser plus agressivement le code. Si l'exemple ci-dessus peut paraître évident, certains exemples complexes peuvent être bien plus subtils et être source de bugs parfois graves,.
Par exemple, beaucoup de code contient des vérifications destinées à éviter l'exécution dans des cas hors bornes, qui peut ressembler à ceci :
```
  
char
 
buffer
[
BUFLEN
];

  
char
 
*
buffer_end
 
=
 
buffer
 
+
 
BUFLEN
;

  
unsigned
 
int
 
len
;

  
/* ... */

  
if
 
(
buffer
 
+
 
len
 
>=
 
buffer_end
 
||
 
/* vérification de dépassement du buffer */

      
buffer
 
+
 
len
 
<
  
buffer
)
       
/* vérification de débordement si len très large */

    
return
;

  
/* Si pas de débordement, effectue les opérations prévues */

  
/* ... */

```

En apparence, ce code est prudent et effectue les vérifications de sécurité nécessaires pour ne pas déborder du buffer alloué. En pratique, les versions récentes de compilateurs tels que GCC, Clang ou Microsoft Visual C++ peuvent supprimer le second test, et rendre possibles des débordements. En effet, la norme précise que l'arithmétique de pointeur sur un objet ne peut donner un pointeur hors de cet objet. Le compilateur peut donc décider que le test est toujours faux et le supprimer. La vérification correcte est la suivante :
```
  
char
 
buffer
[
BUFLEN
];

  
unsigned
 
int
 
len
;

  
/* ... */

  
if
 
(
len
 
>=
 
BUFLEN
)
 
/* vérification de dépassement du buffer */

    
return
;

  
/* Si pas de débordement, effectue les opérations prévues */

  
/* ... */

```

En 2008, quand les développeurs de GCC ont modifié le compilateur pour qu'il optimise certaines vérifications de débordement qui reposaient sur des comportements indéfinis, le CERT a émis un avertissement sur l'utilisation des versions récentes de GCC. Ces optimisations sont en fait présentes dans la plupart des compilateurs modernes, le CERT a révisé son avertissement dans ce sens.
Certains outils existent pour détecter ces constructions problématiques, et les meilleurs compilateurs en décèlent certaines (il faut parfois activer des options particulières) et peuvent les signaler, mais aucun ne prétend à l'exhaustivité.

## Bibliothèques logicielles

### La bibliothèque standard
La bibliothèque standard normalisée, disponible avec toutes les implémentations, présente la simplicité liée à un langage bas-niveau. Voici une liste de quelques en-têtes déclarant des types et fonctions de la bibliothèque standard :
- <assert.h> : pour un diagnostic de conception lors de l'exécution (assert) ;
- <ctype.h> : tests et classification des caractères (isalnum, tolower) ;
- <errno.h> : gestion minimale des erreurs (déclaration de la variable errno) ;
- <math.h> : fonctions mathématiques de base (sqrt, cos) ; nombreux ajouts en C99 ;
- <signal.h> : gestion des signaux (signal et raise) ;
- <stddef.h> : définitions générales (déclaration de la constante NULL) ;
- <stdio.h> : pour les entrées/sorties de base (printf, scanf) ;
- <stdlib.h> : fonctions générales (malloc, rand) ;
- <string.h> : manipulation des chaînes de caractères (strcmp, strlen) ;
- <time.h> : manipulation du temps (time, ctime).

La bibliothèque standard normalisée n'offre aucun support de l'interface graphique, du réseau, des entrées/sorties sur port série ou parallèle, des systèmes temps réel, des processus, ou encore de la gestion avancée des erreurs (comme avec des exceptions structurées). Cela pourrait restreindre d'autant la portabilité pratique des programmes qui ont besoin de faire appel à certaines de ces fonctionnalités, sans l'existence de très nombreuses bibliothèques portables et palliant ce manque ; dans le monde UNIX, ce besoin a aussi fait émerger une autre norme, POSIX.1.

### Les bibliothèques externes
Le langage C étant un des langages les plus utilisés en programmation, de nombreuses bibliothèques ont été créées pour être utilisées avec le C : glib, etc. Fréquemment, lors de l'invention d'un format de données, une bibliothèque ou un logiciel de référence en C existe pour manipuler le format. C'est le cas pour zlib, libjpeg, libpng, Expat, les décodeurs de référence MPEG, libsocket, etc.

## Exemples
Voici quelques exemples présentant très succinctement quelques propriétés du C. Pour plus d'information, voir le WikiLivre Programmation C.

### Allocation mémoire
La structure int_list représente un élément d'une liste chaînée de nombres entiers. Les deux fonctions qui suivent (insert_next et remove_next) servent à ajouter et supprimer un élément de la liste.
```
/* La gestion de la mémoire n'est pas intégrée au langage

   mais assurée par des fonctions de la bibliothèque standard. */

#include
 
<stdlib.h>

 

struct
 
int_list
 
{

    
struct
 
int_list
 
*
next
;
 
/* pointeur sur l'élément suivant */

    
int
 
value
;
             
/* valeur de l'élément */

};

 

/* 

 * Ajouter un élément à la suite d'un autre.

 * node : élément après lequel ajouter le nouveau

 * value : valeur de l'élément à ajouter

 * Retourne : adresse de l'élément ajouté, ou NULL en cas d'erreur.

 */

struct
 
int_list
 
*
insert_next
(
struct
 
int_list
 
*
node
,
 
int
 
value
)
 
{

    
/* Allocation de la mémoire pour un nouvel élément. */

    
struct
 
int_list
 
*
const
 
new_next
 
=
 
malloc
(
sizeof
 
*
new_next
);

 

    
/* Si l'allocation a réussi, alors insérer new_next entre node

       et node->next. */

    
if
 
(
new_next
)
 
{

        
new_next
->
next
 
=
 
node
->
next
;

        
node
->
next
 
=
 
new_next
;

        
new_next
->
value
 
=
 
value
;

    
}

 

    
return
 
new_next
;

}

 

/*

 * Supprimer l'élément suivant un autre.

 * node : élément dont le suivant est supprimé

 * Attention : comportement indéterminé s'il n'y a pas d'élément suivant !

 */

void
 
remove_next
(
struct
 
int_list
 
*
node
)
 
{

    
struct
 
int_list
 
*
const
 
node_to_remove
 
=
 
node
->
next
;

    
/* Retire l'élément suivant de la liste. */

    
node
->
next
 
=
 
node
->
next
->
next
;

    
/* Libère la mémoire occupée par l'élément suivant. */

    
free
(
node_to_remove
);

}

```

Dans cet exemple, les deux fonctions essentielles sont malloc et free. La première sert à allouer de la mémoire, le paramètre qu'elle reçoit est le nombre de bytes que l'on désire allouer et elle retourne l'adresse du premier byte qui a été alloué, sinon elle retourne NULL. free sert à libérer la mémoire qui a été allouée par malloc.

## Quelques programmes notoires écrits en C
- UNIX
- GNU Compiler Collection (GCC)
- Noyau Linux
- Noyau de Microsoft Windows
- Vim
- GNOME
- Doom